# Эшшольция
Эшшо́льция (лат. Eschschólzia) — род растений семейства Маковые (Papaveraceae), включающий около десяти видов, распространённых в западной части Северной Америки.

## Название
Род назван в честь российского путешественника и естествоиспытателя (врача, ботаника, зоолога) Иоганна Фридриха фон Эшшольца (1793—1831).

## Описание

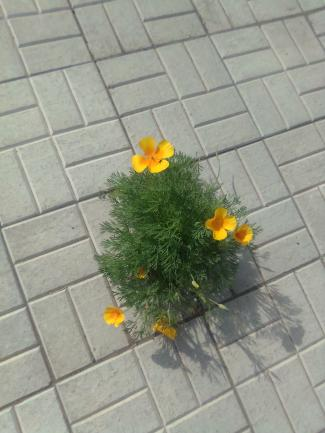
Растение рода Эшшольция, выросло в тротуарной плитке

Представители рода — однолетние и многолетние травянистые растения с глубоко рассечёнными листьями; цветки обычно оранжевые или красные.
Наиболее известный вид — Эшшольция калифорнийская (Eschscholzia californica), многолетнее травянистое красивоцветущее срезочное растение, используемое как однолетнее. Образует куст 20—45 см высотой. Листья трижды рассечённые, на длинных черешках. Цветки одиночные чашевидной формы, 5—8 см в диаметре, простые или махровые от белых до оранжевых. Цветёт с июня по октябрь. Эшшольцию калифорнийскую также называют «калифорнийским маком». Растение используют в декоративных целях в луговых и мавританских газонах, на клумбах, в срезке. Растение просто в выращивании, солнцелюбиво, хорошо растёт на сухих песчаных почвах, бедных элементами питания. Размножение — посевом семян в апреле или октябре на постоянное место. Даёт самосев.

## Виды
- Eschscholzia caespitosa Benth. — Эшшольция дернистая
- Eschscholzia californica Cham. — Эшшольция калифорнийскаяtypus
- Eschscholzia elegans Greene
- Eschscholzia glyptosperma Greene
- Eschscholzia hypecoides Benth.
- Eschscholzia lemmonii Greene — Эшшольция Леммона
- Eschscholzia lobbii Greene — Эшшольция Лобба
- Eschscholzia minutiflora S.Watson
- Eschscholzia palmeri Rose
- Eschscholzia parishii Greene
- Eschscholzia ramosa Greene
- Eschscholzia rhombipetala Greene

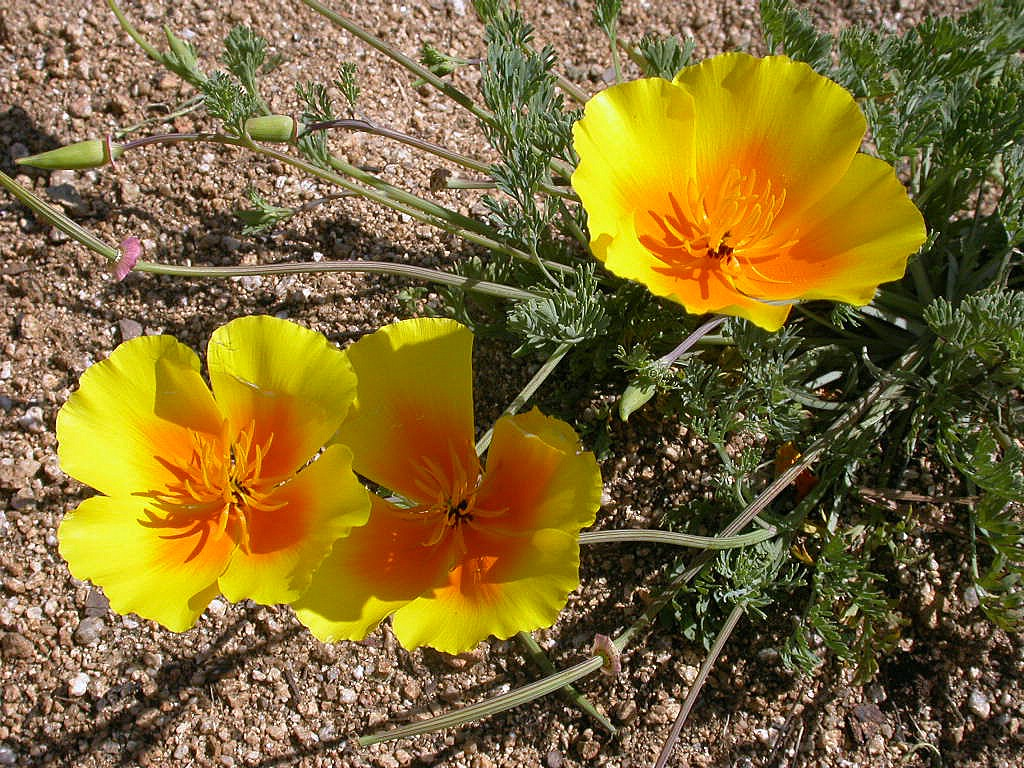
Eschscholzia californica
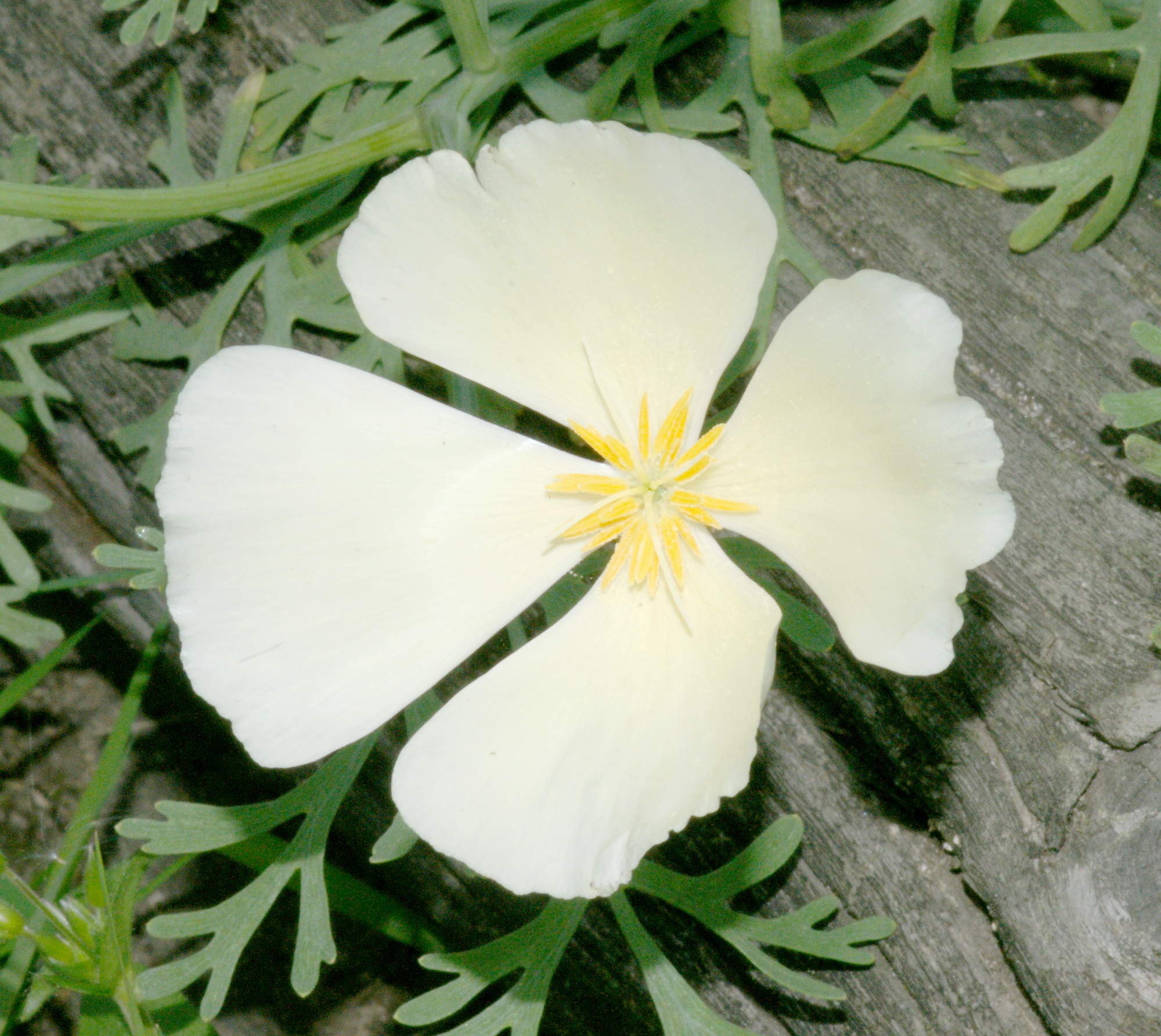
Eschscholzia californica, культивар с белыми цветками
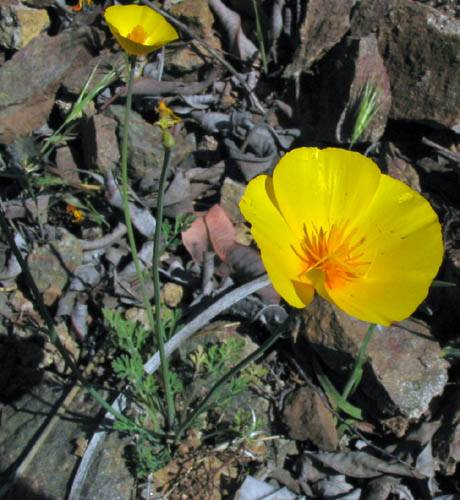
Eschscholzia caespitosa
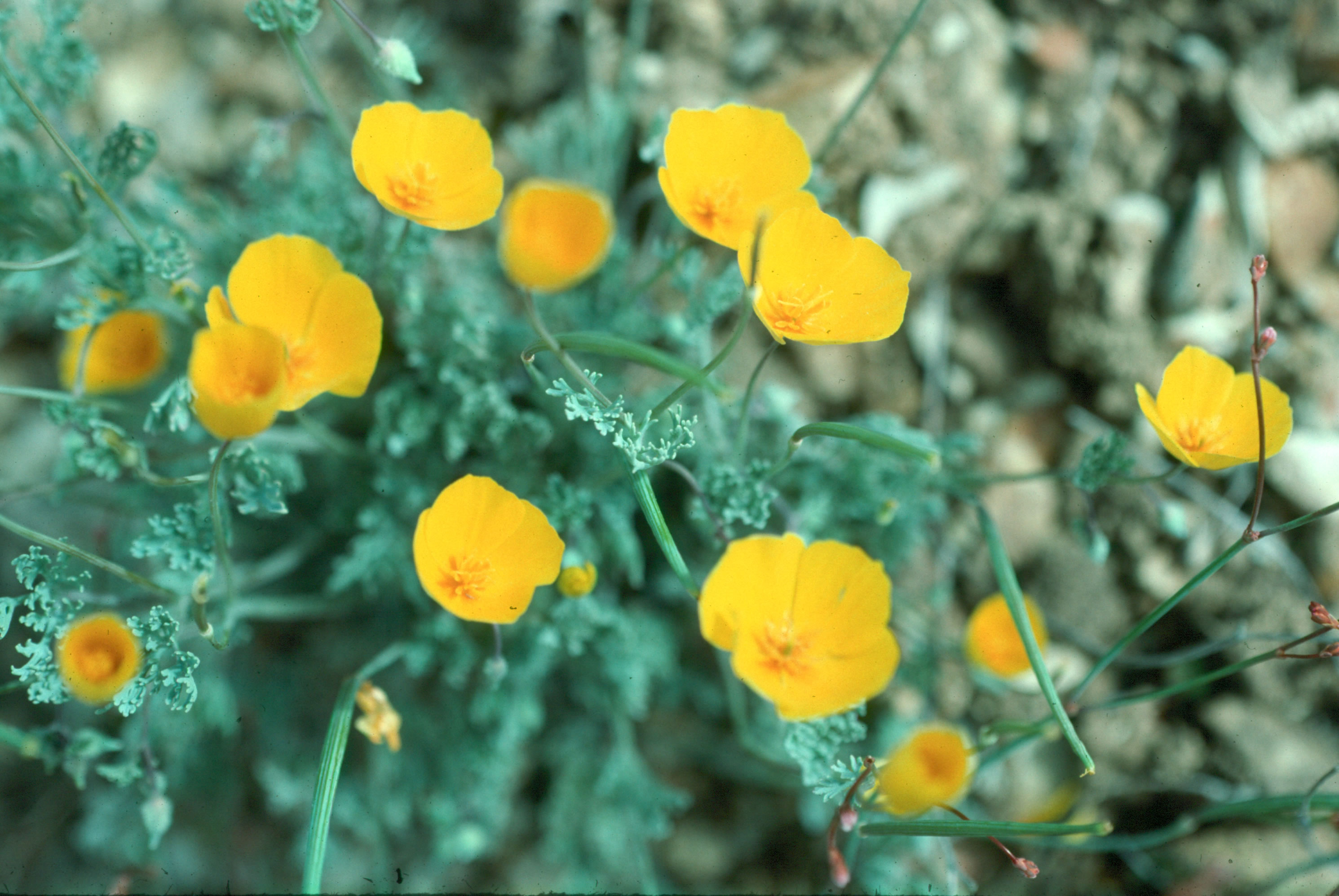
Eschscholzia hypecoides